# 白石勝巳
白石 勝巳（しらいし かつみ、1918年4月15日 - 2000年12月11日）は、広島県広島市南区皆実町出身のプロ野球選手、監督、野球解説者。
愛称はトラ（眼病のトラホームが由来）。また、アメリカのギャング映画スタージェームズ・キャグニーに顔が似ているため『キャグニー』とも呼ばれた。

## 経歴

### プロ入り前
自宅の近所にあった広陵中学に進学。1935年の春の甲子園に強打の五番・一塁手として出場し、準優勝を果たす。翌1936年1月に創立間もない東京巨人軍の球団代表・市岡忠男からの誘いを受けて、広陵中を4年次で中退して巨人に入団する。なお、市岡が直接スカウトしたわけではなく、捕手を探していた巨人の本命だった1学年上の門前眞佐人が既に大阪タイガースと契約した後だったため、代わりに地元有力者に推薦されたものとされ（諸説あり）、殺し文句は「アメリカに行けるんじゃ」だったという。しかし、創成期の日本プロ野球は職業野球と呼ばれて世間からはまっとうな仕事とは認識されておらず、当時の野球界の花形である東京六大学の早稲田大学と明治大学からの誘いを断って職業野球入りを決めると、「何で身を売るんじゃ」と先輩から非難され、白石は広陵中野球部を追放されてしまう。広陵中からはプロ入りを反対されたが、キャンプ地の静岡に向かう際には、広島駅に大勢の仲間が集まって見送ってくれたといい、後述の茂林寺の過酷な特訓でもこの時の光景が頭から離れず、逃げ帰るわけにはいかん、と頑張ることが出来たと白石自身が回想している。

### 茂林寺の特訓
1936年より初めて職業野球のリーグ戦が開始。巨人は春季大会を欠場し前年に引き続きアメリカ遠征を行うが、白石はここで一塁手から遊撃手に転向した。巨人は帰国後の夏季大会からリーグ戦に参加するが、内紛によって田部武雄・三原脩（8月復帰）・水原茂（11月復帰）ら主力選手が退団したこともあり、6月から7月にかけての夏季大会で惨敗を喫してしまう。その後の満州遠征でも物見遊山気分で夜遊びにふける選手が多く、これを見た監督の藤本定義は、9月5日より群馬県館林市の分福球場で緊急キャンプを敢行する。
藤本は「巨人軍は職業野球の先達だ、負けるわけにはいかん、どんなことをしても勝たねばいかんのだ」と力説。選手達に猛練習を課し、連日千本ノックの特訓を続けた。しかし、肝心の沢村栄治やヴィクトル・スタルヒンら投手陣に激しいノックは出来ず、投手陣は外野であくびをしながら高みの見物だった。監督の藤本と選手兼助監督の三原の標的になったのは若手選手で、最年少で一塁手から遊撃手にコンバートされたばかりの白石に対しては特に過酷な練習が課された。藤本が白石の素直で忍耐強い性格を買ったからだとされる。これに対して白石も「一塁は永沢さん、二塁には名手三原さん、三塁は前川さんだから、新人で補欠みたいな私にとって、ショートしか取れるところはない」と死に物狂いで練習した。炎天下でノックを受けたのち、暫時の休養を挟んで打撃練習が始まるとすぐに打席に立つ。その直後、投手・前川八郎の初球シュートがヘルメットを被っていない白石のこめかみを直撃。駆け寄る他の選手たちに対して白石は「どきんしゃい、ワシャこのまま打つけ（どいて下さい、私はまだ打ちますから）」と言うものの、三原に「打ってはいかん。休め」と言われベンチに寝かされた。ところが、ベンチでも「打つけ」と繰り返し起きようとする白石を見て、沢村ら他の選手達も真面目に練習に取り組み始めた。白石は疲労困憊のあまり、練習が終わって球場から宿舎に戻る1駅3分の電車の中で、立つことはおろか座席につくことすらできず、床にべたっと座っていたという。同年の秋季大会で、巨人は勝ち点で並んだ大阪タイガースを優勝決定戦で下して初優勝を飾ると、以降も戦前11シーズンで8度の優勝を成し遂げ第一次黄金時代を築く。このため後年になって茂林寺の特訓は常勝巨人の土台を築いた、と言われ伝説化した。
なお、1936年秋季リーグから白石は1番・遊撃手のレギュラーとなり、打率.214（32位）ながらチーム3位の12得点を挙げ巨人の初優勝に貢献する。その後も、1・2番の上位打順を打つ傍ら、不動の遊撃手として巨人の第一次黄金時代の一翼を担った。この間、1938年春季リーグでは.302の高打率を挙げてリーグ6位に入ったほか、1940年.264（7位）、1941年.267（首位打者・川上哲治.310に次ぐ2位）、1942年.236（8位）、1943年.248（4位）と、1940年から1943年まで4年連続で打撃ベストテンに名を連ねた。また、1939年の82四球は当時の最多記録となった。

### 徴兵
第二次世界大戦が激化すると、三度に亘って召集された沢村を始め、多くの主力選手が次々と徴兵されて命を落とす中、白石にはなかなか召集令状が来ず、何故自分には来ないのか不安になった、と自著で述べている。しかし、藤本定義によると、巨人軍が解散されたこの頃、藤本の斡旋で白石は田村駒商店が経営していた爆弾製造工場に勤務し、兵役逃れをしていたともされる。
1944年4月（または6月）にようやく令状が来て、藤村富美男も所属していた郷里の広島陸軍第五師団に入営した。その後、中国戦線に転戦して杭州の通信部隊に配属される。しかし、この部隊の隊長が巨人ファンであったことから特別に目をかけられ、危険な前線近くの電線修理に狩り出されることはなかった。最後は炊事当番となり、多くの戦友が痩せ細る中で白石のみ肥満したという。こうして戦闘を体験することなく終戦を迎えた。
1946年2月にようやく帰国船の順番がきて上海から帰国し、その足で故郷の広島市に戻る。被爆のために一面の焼け野原でもう諦めていたが、我が家に辿り着くと2階は無くなっていたものの自宅は現存し、母親との再会を果たした。まもなく、戦地でも会った元阪神の藤村隆男が訪ねて来て「プロ野球が再開される。藤本定義さんが監督になって、田村駒がチームを作る。一緒にやらないか」との誘いを受けて、大阪に向かう。

### パシフィック時代の没収試合
1946年は戦後再開初年度で混乱期でもあり、復員した選手もプロ野球が再開されるか半信半疑で故郷に帰っている者が多く、各チームとも選手の獲得に奔走する。リーグ戦中断時の申し合わせにより、選手は旧所属チームに復帰するか、他チームに入団する場合は旧所属チームに了解を得るなどの取り決めがあった。ここで、パシフィック監督に就任した藤本定義は「戦争が終わって日本も一から出直す、職業野球も同じ。選手も自由に球団を選ぶべき」と主張。巨人時代の恩師である藤本の勧誘を受けて、元阪神の藤井勇・藤村隆男、元巨人のヴィクトル・スタルヒンとともに、白石はパシフィックに入団した。これに対して、当時も大きな力を持っていた巨人と阪神が怒って提訴したことから、日本野球連盟の理事会では旧所属チームが持つ優先権の侵害によりこの入団を認めない、と裁定を出した。
しかし、公式戦が始まると「どうして白石を出さない、藤井を出さない」という観客からのヤジに耐えかね、連盟からの警告にもかかわらず藤本は2人を4試合に出場させてしまう。同年秋になって連盟の理事会が召集され、前年までの給与を旧所属チームから受け取っていなかったことから、白石らのパシフィックへの帰属は認めるが、二人を出場させた5月の4試合は帰属が確定する前のため無効で没収試合とする裁定が出た。一方で、その後出場した74試合は、帰属が確定した後のため問題なしと判断された。なお、この年のペナントレースは巨人とグレートリングとの優勝争いが最終戦までもつれたが、4試合の没収試合の中にパシフィックがグレートリングに勝っていた試合が1試合あり、この試合が一転してグレートリングの勝ちとなったことで、1ゲーム差で鶴岡一人率いるグレートリングが優勝した。この没収試合が無ければ同率でプレーオフだったことから、巨人にとってはこの没収試合のために戦後初年度の優勝を逃す事となった。白石はパシフィックでも1番・遊撃手のレギュラーとなり、打率.263を記録している。

### 建設会社勤務
パシフィック在籍時の1946年に28歳となった白石は、戦後の食糧難から生涯続けられる仕事への転職を考えていたが、広陵中の先輩であり審判を務めていた稲田正次から、進駐軍の工事を請け負っていた別府の建設会社・植良組を紹介され、パシフィックを退団し入社した。当時の新聞には、白石は眼が悪く自信を失ったために野球を辞めた、と書かれたという。
植良組で庶務の仕事を数ヶ月務めたところで、社長と稲田から「野球部ば作りたいけん、監督ばしちゃらんとやろか」と頼まれた。道路を隔てた向かい側のライバル会社・星野組が、永利勇吉や荒巻淳を獲得して都市対抗野球出場を目指すという。なお、星野組の監督は広陵中の先輩・加藤喜作だった。「負けたらいかんばい。力ば貸してもらえんとやろか」と懇願され、野球からは離れようと遠く別府まで来たのに、とも考えたが、業務命令とも言われて白石は監督を引き受けた。
当時の九州は翌1948年の第19回都市対抗野球大会を制す西日本鉄道や、大岡虎雄らのいた八幡製鐵所、そのライバルで木塚忠助を擁していた門司鉄道局など実業団の強豪がひしめいていた。しかし、実績のある選手の勧誘は義理や面子もあってうまくいかず、無名の高校生を集めチームを強化。また、懇意にしていた藤村隆男が肩を壊して呉に帰っているという話を聞きつけ、「別府の温泉に入ってから肩治しんさいよ」と口説き入団させる。その後、藤村は本当に肩が治り、大きな戦力となった。
1947年の第18回都市対抗野球大会では南九州地区予選決勝まで駒を進めるが、決勝でライバルの星野組に惨敗し全国大会への出場を逃した。手薄な戦力を率いての監督采配は評価され、八幡製鐵所から監督として声が掛かったという。しかし、翌1948年春に巨人が別府でキャンプを張ると、監督の三原脩や、中島治康・千葉茂らから「帰って来いよ、また一緒にやろうよ」と声がかかり、白石は再び巨人に復帰した。これについては、かねてより遊撃手に不安を持っていた三原が、茂林寺の猛練習に耐えた白石を復帰させる目的で別府キャンプを仕組んだともいわれる。この時の巨人の宿舎・日名子旅館は荒巻淳の養家で植良組から徒歩1分の所にあり、さらに旅館から坂を上がった所に稲尾和久の生家があったという。なお、植良組の後任監督は広陵中の先輩・岩本義行が引き受けた。

### 三原ポカリ事件
巨人に復帰すると、田中資昭に替わって正遊撃手となり前半戦は上位打線を任される。しかし、1年間のブランクもあって打撃の調子が上がらず、後半は下位打線に回り田中と併用されるなどして.219の低打率に終わった。翌1949年はシーズンを通して千葉茂と1・2番コンビを組んで、千葉121得点（リーグ2位）、白石94得点（リーグ8位）と2人で215得点を挙げ、巨人の戦後初優勝に貢献した。
この年、南海の大黒柱・別所引き抜き事件に端を発する「三原ポカリ事件」が起きるが、この事件のきっかけを白石が作っている。別所引き抜きの遺恨試合となった4月14日の巨人対南海3回戦の9回表4-0と巨人リードの場面で、南海が飯田徳治の本塁打などで1点差に迫る。なお無死一塁で代打・岡村俊昭の当たりは一塁ゴロ、併殺を狙った一塁手・川上哲治の送球を受けた白石が二塁を封殺して一塁へ送球しようとしたところ、一塁走者・筒井敬三に組み付くように滑り込まれ、白石は送球できずに併殺を崩された。「なにしとるんなら!」温厚な白石には珍しく広島弁で怒鳴ったのをきっかけに白石と筒井がやり合い、ベンチから飛び出した監督の三原脩が筒井の頭をポカリと殴った。この事件は大きな問題となって三原はシーズンの残り試合を全て出場停止とする処分が出たが、のち出場停止期間は100日に短縮されている。

### 新球団広島カープに移籍
1949年のシーズンオフ、かねてから噂になっていた新球団の加盟－2リーグ分裂が現実となり、12月になって白石は郷土に創設された初の市民球団である広島カープへの移籍を打診される。「郷里で野球生命を終えたい」と決意し、選手兼助監督として広島に移籍した。しかし、真の理由は自身の年齢と、三原監督排斥運動などによる巨人の不穏な状況に嫌気がさしたため、ともされる。移籍に伴って、縁起をかついで敏男から勝巳に改名した。なお、広島カープでは背番号1を付けた。
創設時の広島では唯一のスター選手で、観客はみな白石を見に行ったとさえ言われる。その後も、弱小球団と呼ばれ続けたチームを牽引し、何度も存続の危機に見舞われたチームを救うことになった。
1950年3月16日の対中日1回戦（福山三菱球場）では広島の第1号本塁打を放つ。しかし、早くも5月には給料が遅れ始め、広島商業出身で数字に強い監督の石本秀一が後援会を組織した。選手が来ないとファンが集まらないため、一番の人気選手だった白石も毎日のように集会に狩り出された。さらに、「お願いします」と頭を下げるだけではなく、歌をうたったり、隠し芸を披露したりしたという。また、当時の広島の本拠地は観音球場（広島県営球場）だったが、ギャラの前払いをしてもらえるのがありがたかったらしく、呼ばれれば河川敷や学校のグラウンドなど、それなりの広さがある場所ならどこでも公式戦を開催した。グランドと観客席の間にロープを張って試合をすることも多かったが、ファンが広島に都合のいいようにロープを引っ張ることがあり、しばしば相手チームともめた。1953年4月1日に大田垣喜夫の母校である尾道西高校（現：尾道商業高校）で開催された対大洋松竹ロビンス戦では、外野席のファンが「白石の打った球だ! ホームランにしてやれ!」とみんなでロープを前に出し本塁打にしてしまった。洋松監督の小西得郎は猛抗議をしたが判定は覆らず、これは「ナワ・ホームラン」と呼ばれた（なお試合は1対2で広島が敗戦）。また、1950年6月7日に三次市の河川敷にあった十日市町営球場で行われた対大洋戦では、川土手を即席で観客席にしてグラウンドとの間をロープで仕切った。この試合で広島は本塁打6本を含む28安打を放ったが、これはチーム1試合最多安打として現在もセ・リーグ記録となっている。
その後、樽募金などファンの熱烈な支援があったが、特に後援会の力は絶大で、1953年に小鶴誠・金山次郎・三村勲の3選手の入団を実現するなど大きな力となった。しかし、応援会の活動が行き過ぎて弊害も生じる。球団に金を出してくれるだけならよいが、次第に選手個人を応援する後援会が形成されるようになると、それがエスカレートして食事の誘いがかかり、いわゆるタニマチ状態になった。酒好きの選手も多かったためプレーに支障が出たりしたほか、特に酒つながりの後援会はタチが悪く、契約更改の時に押しかけ、球団が選手を辞めさせようとしようものなら食ってかかってくることもあったという。
白石は広島でも1番・遊撃手を務める。守備の人のイメージが強い白石も、広島創設初年度となった1950年は5月28日の対西日本戦で1イニング2本塁打を放つなど本塁打20本、打率.304（リーグ13位）とキャリアハイの打撃成績を残し、広島でただ1人ベストナインに選出された。また、翌1951年も8月には4試合連続本塁打をマークするなどチームトップの12本塁打を打ち、打率.288（リーグ14位）と好成績を残している。

### 1952年シーズンのビッグプレー
逆シングルは白石が初めてプレーとして認知させたものであった。1952年シーズン初めのセ・リーグ理事会では、勝率3割未満の球団は解散もありうる、という規定を決める。後半戦に入った8月12日の夕張市鹿の谷球場での対巨人戦、この試合は広島初めてのNHKラジオ放送があった日だった。広島が3点差を逆転し7-4で迎えた最終回、巨人が粘って1点差に詰め寄り、さらに二死一・二塁の場面で、打者・川上哲治の強烈な打球は三遊間を抜ける安打性の当たりだったが、白石が三遊間の深い所で逆シングルで掴む。タイミング的に一塁は間に合わないと思われたが、白石はフェイントで一塁へ偽投、それを見て本塁へ向かった三塁走者に対して自ら三塁に駆け込みタッチプレーで仕留め試合終了。ラジオの実況は「川上打った! ヒット! ヒット! ああ、広島勝ちました!」と絶叫、聴衆もしばらくは何が起こったか分からなかったという。広島はこの白星で最下位脱出に弾みをつけ、最終勝率は.316と規定の3割をクリア。代わって最下位に沈んだ松竹ロビンスは.288と勝率3割を切って大洋ホエールズとの合併に追い込まれた。大洋は本拠地を下関に置いており、理事会としては距離的に近い広島と大洋を合併させる計画だったと言われている。結果的に球団消滅の危機を救ったビッグプレーであったが、白石自身も「生涯最高のプレー」と語っている。

### プレイングマネジャーに就任
監督の石本の仕事が早くから金策が主となったため、実質的に白石は広島球団創立時から監督のような立場でチームの指揮を執り、更に金策のサポートから選手補強などにも関わり、ゼネラルマネージャーのような働きをした。広島財界のトップだった東洋工業（1968年より広島球団の筆頭株主）社長の松田恒次とは球団創立期から懇意にしていたほか、広島市民球場建設、日南キャンプの開始、独立採算制の採用など補強費の調達にとどまらないチーム作りを行った。白石はそうした自分を「俺は本当に空気みたいな存在だな」（見えなくとも無くてはならない存在）という名言で表現している。当時の口癖は「勝率5割」であった。
1953年から選手と監督を兼任。トップバッターはアメリカから呼び寄せた銭村健四に譲るが、引き続き白石は正遊撃手も務め、エースの長谷川良平、4番打者の小鶴誠とともに、オールスターゲームにファン投票で選ばれ出場している。1954年7月7日の対国鉄戦でプロ野球史上初めて通算1500試合出場を達成。37歳になった1955年には若い米山祐昭に遊撃手のレギュラーを譲るが、一塁を守ってしばしばクリーンナップも打った。監督としては、どうしても巨人・阪神・中日の三強の壁を崩せなかったものの、3年連続で4位を確保した。1956年はわずか9試合の出場に留まり、監督としても勝率.358（5位）と低迷する。ここで白石は現役を引退して、1957年から監督に専念する。

### 専任監督
1957年には設計に白石の意見が取り入れられた広島市民球場が完成。翌1958年は球場完成によりもたらされた潤沢な資金で、森永勝治（熊谷組）・小坂佳隆（法大）・拝藤宣雄（立大）・古葉毅（日鉄二瀬）らを入団させる大補強が行われる。中でも古葉毅（竹識）の入団は、日鉄二瀬の監督で広陵中の先輩でもあった濃人渉から白石への売り込みによるものだった。しかし、4月8日の中日戦から6連敗、同月24日の阪神戦から10連敗を喫するなど序盤から成績は低迷する。三塁コーチャーズボックスで采配を振る白石に容赦ない野次が浴びせられ、ファンから辞任を求める投書が自宅にまで届く有様だった。そのため、シーズン中に球団代表の河口豪に辞任を申し出たが、松田恒次に「新球場が出来て3年は辛抱するよう」説得されたため辞意を撤回し、以降の試合ではコーチ陣の気遣いによりダグアウトで采配を振るった。なお、9月19日の対巨人戦では巨人のルーキー・長嶋茂雄が一塁ベースを踏み忘れて本塁打を取り消され、この1本のためにトリプルスリーを逃している。これは、広島の一塁手・藤井弘が指摘したものだが、藤井は「白石さんに、常日頃からベースを踏んだかどうか確かめなさいと教えを受けていた」と話していた。
1956年から1959年まで4年連続で5位に留まる。1960年に球団創設11年目で初めてシーズンで巨人に勝ち越し（17勝8敗1分）、勝率も5割台を達成（勝率.504、62勝61敗7分）すると、「わたしは地固めしかできないタイプ。家を造る人は他にいる」と言って監督を退任した。なお、後任監督は広陵中の先輩・門前眞佐人だった。

### 監督再任
1961年から1962年まで球団重役を務めるが、1963年から再び監督に復帰する。同年春のキャンプでは広島の初代オーナー・松田恒次が初の県外実施を決めると、白石がキャンプ地として宮崎県日南市（日南市天福球場）を採用、以降の広島のキャンプはここで行われるようになった。この頃、全盛期の巨人ON砲（王貞治・長嶋茂雄）の打撃力は絶大で手が付けられず、その対策は各チームの課題となっていたが、1964年に白石はその対策として「王シフト」を編み出している。
1965年に新人捕手として入団した衣笠祥雄を内野手に転向させる。また、この年の5月1日には球団創立以来初の首位に立つものの、1日天下で終わる。さらに、気力もなくなっていたこともあり監督を途中休養して、長谷川良平に交代。プロ野球リーグ創設から30年間にわたるユニフォーム生活に別れを告げた。なお、監督在任期間ものちの古葉竹識と並ぶ延べ11年に及んでいる。

### コーチとしてみたび巨人へ復帰
監督退任後は野球評論家として広島テレビ放送の解説者を務めていたが、かねてより親交があった川上の要請を受けて、V9時代4年目の1968年に巨人のヘッドコーチとして復帰。1971年は二軍監督、1972年からは監督補佐を務め、川上を支えて巨人のV9に貢献した。1974年には寮長兼コーチに移り、その年の川上の監督勇退と共に退団した。二軍監督時代には、二軍守備コーチ・須藤豊から投手交代を進言されるや、特徴のある大きな目をぎょろつかせ「最後まで投げさせるけぇ、わしゃー哲ちゃん（＝当時監督の川上のこと）から言われておるけぇーのぉ」と凄み拒絶、さすがの須藤も迫力負けしたという。
退団後の1978年には、NHKラジオ第一放送の巨人主催広島戦中継の、中国地方ブロックネット向け裏送り担当の解説者として出演した。
1985年に競技者表彰で野球殿堂入り。球界引退後は、横浜市青葉区で余生を過ごした。2000年12月11日に心不全のため死去。82歳没。

## 選手としての特徴
巨人第1期黄金時代の名遊撃手で千葉茂との二遊間コンビは「水も漏らさない」と評された。球史に名高い逆シングルの守備が特徴で、遊撃手として三遊間のゴロをさばく技術に優れていた。一説には、生まれつき右目の視力が弱かったことが逆シングルを編み出す要因になったといわれる。当時は両手捕りが絶対で、シングル（片手捕り）しかも逆シングルは誰もしなかったが、できればかなり守備範囲が広くなる。もともと一塁手だった白石は普段から逆シングルをすることがあり、遊撃手の守備でもとっさに出ることがあった。
1936年のアメリカ遠征でヒントを掴み、茂林寺の特訓で身体で覚え込んだ。試合で初めてプレーとして見せたのは1939年のフィリピン遠征であるが、球場のファンが大歓声で沸き、監督の藤本定義も「プロなんだから売りものがあった方がいい」と言ったため、本格的にやってみることにしたという。白石の逆シングルの哲学は「ボールはグラブに乗せるものじゃない。しっかり手でつかみとるもんだ」であった。千葉茂は後に自著で「誰と一番やりやすかったと聞かれれば「ワシにとっては、やっぱり白石以上のショートはおらん」と答えることにしている」と、白石を非常に高く評価している。
通算失策数はプロ野球史上断トツの646（遊撃手として636、一塁手として10。2位は木塚忠助の421）であるが、当時のグラウンドや道具が粗悪であったことに加え、普通なら捕れない打球を無理して捕球して悪送球になるなど、「守備が上手いから生まれた失策」が原因といわれている。
打撃では、初球にどんな絶好球が来ても必ず見逃す打者で、その理由は「もったいなくて、打てへんのじゃ」というものだった。2ストライクに追い込まれるまではまるで目を瞑っているようにバットを振らず、1番打者として1球でも多く投球させ投手の疲労を誘うことに努めたという。右目がほとんど見えなかったため、打席では身体を動かさず構え打ちに出た。晩年選手引退を決意したのも、猶更見通しが悪くなる夜間試合（ナイター）が常態となったためといわれる。さらに幼い頃に患った中耳炎で右耳も聞こえなかった。このため、水原ら先輩選手から「呼んでも返事をしない。ヤツは生意気だ」と最初は反感を買ったという。

## 人物
和製ギャグニイと呼ばれるいかつい容貌に似合わず、温厚な人柄で人望があった。野球用具を非常に大切にし、毎日のグローブの手入れはもちろんのこと、紐が切れないように必ずスパイクを点検していた。遠征の際には、もし紐が切れても大丈夫なように、必ず余分の紐を持参していたという。

## 詳細情報

### 年度別打撃成績
| 年 度      | 球 団        | 試 合 | 打 席 | 打 数 | 得 点 | 安 打 | 二 塁 打 | 三 塁 打 | 本 塁 打 | 塁 打 | 打 点 | 盗 塁 | 盗 塁 死 | 犠 打 | 犠 飛 | 四 球 | 敬 遠 | 死 球 | 三 振 | 併 殺 打 | 打 率 | 出 塁 率 | 長 打 率 | O P S |
| ---------- | ------------ | ----- | ----- | ----- | ----- | ----- | -------- | -------- | -------- | ----- | ----- | ----- | -------- | ----- | ----- | ----- | ----- | ----- | ----- | -------- | ----- | -------- | -------- | ----- |
| 1936春夏   | 巨人         | 7     | 28    | 24    | 3     | 5     | 0        | 0        | 0        | 5     | 0     | 0     | --       | 1     | --    | 3     | --    | 0     | 3     | --       | .208  | .296     | .208     | .505  |
| 1936秋     | 巨人         | 27    | 123   | 103   | 12    | 22    | 2        | 1        | 0        | 26    | 9     | 3     | --       | 5     | --    | 15    | --    | 0     | 14    | --       | .214  | .314     | .252     | .566  |
| 1937春     | 巨人         | 30    | 133   | 120   | 16    | 28    | 5        | 5        | 1        | 46    | 19    | 9     | --       | 0     | --    | 12    | --    | 1     | 13    | --       | .233  | .308     | .383     | .692  |
| 1937秋     | 巨人         | 48    | 217   | 193   | 28    | 44    | 3        | 3        | 1        | 56    | 15    | 5     | --       | 4     | --    | 19    | --    | 1     | 17    | --       | .228  | .300     | .290     | .591  |
| 1938春     | 巨人         | 32    | 147   | 129   | 18    | 39    | 6        | 2        | 1        | 52    | 18    | 8     | --       | 3     | --    | 13    | --    | 2     | 11    | --       | .302  | .375     | .403     | .778  |
| 1938秋     | 巨人         | 40    | 184   | 162   | 24    | 29    | 3        | 2        | 0        | 36    | 12    | 5     | --       | 2     | --    | 19    | --    | 1     | 28    | --       | .179  | .269     | .222     | .491  |
| 1939       | 巨人         | 95    | 447   | 359   | 73    | 94    | 17       | 4        | 3        | 128   | 34    | 28    | --       | 3     | 0     | 82    | --    | 3     | 41    | --       | .262  | .403     | .357     | .760  |
| 1940       | 巨人         | 104   | 478   | 390   | 70    | 103   | 17       | 6        | 1        | 135   | 40    | 24    | --       | 0     | 4     | 82    | --    | 2     | 46    | --       | .264  | .391     | .346     | .737  |
| 1941       | 巨人         | 79    | 372   | 311   | 38    | 83    | 10       | 1        | 4        | 107   | 32    | 16    | --       | 3     | --    | 55    | --    | 3     | 42    | --       | .267  | .382     | .344     | .726  |
| 1942       | 巨人         | 98    | 455   | 381   | 51    | 90    | 10       | 3        | 0        | 106   | 32    | 15    | 6        | 5     | --    | 67    | --    | 2     | 37    | --       | .236  | .353     | .278     | .632  |
| 1943       | 巨人         | 81    | 367   | 298   | 39    | 74    | 6        | 2        | 0        | 84    | 30    | 12    | 1        | 6     | --    | 62    | --    | 1     | 23    | --       | .248  | .380     | .282     | .661  |
| 1946       | パシフィック | 78    | 348   | 300   | 43    | 79    | 10       | 2        | 0        | 93    | 18    | 3     | 6        | 2     | --    | 41    | --    | 5     | 20    | --       | .263  | .361     | .310     | .671  |
| 1948       | 巨人         | 117   | 443   | 392   | 46    | 86    | 10       | 2        | 3        | 109   | 15    | 7     | 8        | 6     | --    | 42    | --    | 3     | 39    | --       | .219  | .300     | .278     | .578  |
| 1949       | 巨人         | 130   | 578   | 499   | 94    | 131   | 26       | 9        | 11       | 208   | 55    | 11    | 8        | 8     | --    | 65    | --    | 6     | 45    | --       | .263  | .354     | .417     | .771  |
| 1950       | 広島         | 136   | 616   | 533   | 92    | 162   | 25       | 5        | 20       | 257   | 58    | 7     | 3        | 1     | --    | 77    | --    | 4     | 54    | 9        | .304  | .396     | .482     | .878  |
| 1951       | 広島         | 97    | 451   | 385   | 73    | 111   | 21       | 2        | 12       | 172   | 36    | 12    | 5        | 4     | --    | 61    | --    | 1     | 38    | 12       | .288  | .387     | .447     | .834  |
| 1952       | 広島         | 117   | 534   | 472   | 56    | 104   | 16       | 4        | 3        | 137   | 30    | 11    | 7        | 6     | --    | 54    | --    | 2     | 57    | 7        | .220  | .303     | .290     | .593  |
| 1953       | 広島         | 130   | 513   | 424   | 60    | 113   | 22       | 4        | 7        | 164   | 40    | 19    | 11       | 8     | --    | 78    | --    | 3     | 65    | 4        | .267  | .384     | .387     | .771  |
| 1954       | 広島         | 122   | 458   | 389   | 47    | 107   | 20       | 0        | 9        | 154   | 49    | 10    | 1        | 14    | 5     | 48    | --    | 2     | 52    | 3        | .275  | .354     | .396     | .749  |
| 1955       | 広島         | 74    | 309   | 264   | 27    | 68    | 15       | 1        | 8        | 109   | 29    | 5     | 3        | 4     | 1     | 39    | 0     | 1     | 41    | 3        | .258  | .354     | .413     | .767  |
| 1956       | 広島         | 9     | 25    | 23    | 1     | 2     | 0        | 0        | 0        | 2     | 0     | 0     | 0        | 0     | 0     | 2     | 1     | 0     | 2     | 1        | .087  | .160     | .087     | .247  |
| 通算：18年 | 通算：18年   | 1651  | 7226  | 6151  | 911   | 1574  | 244      | 58       | 84       | 2186  | 571   | 210   | 59       | 85    | 10    | 936   | 1     | 43    | 688   | 39       | .256  | .358     | .355     | .713  |

- 各年度の太字はリーグ最高

### 年度別監督成績
| 年度       | 球団       | 順位       | 試合 | 勝利 | 敗戦 | 引分 | 勝率 | ゲーム差    | チーム 本塁打 | チーム 打率 | チーム 防御率 | 年齢        |
| ---------- | ---------- | ---------- | ---- | ---- | ---- | ---- | ---- | ----------- | ------------- | ----------- | ------------- | ----------- |
| 1953年     | 広島       | 4位        | 130  | 53   | 75   | 2    | .414 | 36.0        | 73            | .242        | 4.00          | 35歳        |
| 1954年     | 広島       | 4位        | 130  | 56   | 69   | 5    | .448 | 29.5        | 55            | .245        | 3.81          | 36歳        |
| 1955年     | 広島       | 4位        | 130  | 58   | 70   | 2    | .453 | 33.5        | 64            | .226        | 3.29          | 37歳        |
| 1956年     | 広島       | 5位        | 130  | 45   | 82   | 3    | .358 | 37.5        | 60            | .213        | 3.04          | 38歳        |
| 1957年     | 広島       | 5位        | 130  | 54   | 75   | 1    | .419 | 21.0        | 65            | .214        | 2.78          | 39歳        |
| 1958年     | 広島       | 5位        | 130  | 54   | 68   | 8    | .446 | 19.5        | 80            | .222        | 2.92          | 40歳        |
| 1959年     | 広島       | 5位        | 130  | 59   | 64   | 7    | .481 | 17.0        | 71            | .218        | 2.62          | 41歳        |
| 1960年     | 広島       | 4位        | 130  | 62   | 61   | 7    | .504 | 6.5         | 84            | .230        | 2.70          | 42歳        |
| 1963年     | 広島       | 6位        | 140  | 58   | 80   | 2    | .420 | 25.0        | 92            | .253        | 3.83          | 45歳        |
| 1964年     | 広島       | 4位        | 140  | 64   | 73   | 3    | .467 | 16.5        | 98            | .242        | 3.30          | 46歳        |
| 1965年     | 広島       | 5位        | 140  | 59   | 77   | 4    | .434 | 31.0        | 72            | .230        | 2.84          | 47歳        |
| 通算：11年 | 通算：11年 | 通算：11年 | 1359 | 581  | 736  | 42   | .441 | Bクラス11回 | Bクラス11回   | Bクラス11回 | Bクラス11回   | Bクラス11回 |

- 通算成績は実際に白石が指揮を執った試合での成績

### 表彰
- ベストナイン：1回（遊撃手部門：1950年）
- 野球殿堂競技者表彰（1985年）

### 記録
節目の記録
- 1000試合出場：1950年5月6日、対読売ジャイアンツ戦 ※史上3人目（無効試合を含めれば1950年5月2日対大阪タイガース戦）
- 1000安打：1950年7月18日、対中日ドラゴンズ戦（中日球場）、三富恒雄から ※史上3人目[37]
- 1500試合出場：1954年7月7日、対国鉄スワローズ戦 ※史上初（無効試合を含めれば1954年7月6日対国鉄スワローズ戦）

広島球団史上初記録
- 本塁打：1950年3月16日、対中日ドラゴンズ戦、杉下茂から[38][39]
- 初回先頭打者本塁打：1950年5月7日、横浜大洋ホエールズ戦（後楽園球場）、今西錬太郎から[39]

その他の記録
- 1イニング2本塁打：1950年5月28日、対西日本パイレーツ戦（甲子園球場）、8回に先頭打者でソロ、2死1,2塁から3ラン ※史上2人目[40]
- 1試合6安打：1949年4月19日、対大陽ロビンス1回戦（甲子園球場）、7打数6安打 ※史上3人目[41]
- シーズン73得点：1939年 ※藤井勇を超える戦前最多記録、1946年に安井亀和が更新
- オールスターゲーム出場：1回（1953年）

### 背番号
- 8（1936年 - 1943年、1946年）
- 1（1948年 - 1953年途中）
- 30（1953年途中 - 1957年）
- 60（1958年 - 1960年、1963年 - 1965年）
- 75（1968年 - 1974年）

## 関連情報

### 出演番組
※広島テレビ解説者時代の出演番組（現行タイトル）
- DRAMATIC BASEBALL（西暦） - 日本テレビ系列の野球中継統一タイトル
- 野球道 (フジテレビ系列) - フジテレビ系列の野球中継統一タイトル

※NHK解説者時代の出演番組（現行タイトル）
- NHKプロ野球 - 1978年。首都圏開催試合の中国地方向けの裏送り中継のみ